# Eclissi solare del 31 agosto 1913
L'Eclissi solare del 31 agosto 1913 è stato un evento astronomico che ha avuto luogo il suddetto giorno attorno alle ore 20:52 UTC. Tale evento ha avuto luogo nel nord est del Nord America e in alcune aree circostanti. L'eclissi del 31 agosto 1913 divenne la seconda eclissi solare nel 1913 e la 29ª nel XX secolo. La precedente eclissi solare si è verificata il 6 aprile 1913, la seguente il 30 settembre 1913.
Il giorno della luna nuova (novilunio), la differenza tra le distanze apparenti di luna e sole osservate sulla terra è estremamente piccola. In tale momento, se la luna si trova in prossimità del nodo lunare, cioè uno dei due punti in cui la sua orbita interseca l'eclittica, si verifica un'eclissi solare. Quando vi è assenza di ombra e la penombra raggiunge parte dell'estremità settentrionale o meridionale della terra, si verifica un'eclissi solare parziale, che si verifica quindi presso le regioni polari della Terra. 

## Percorso e visibilità
Questa eclissi solare parziale era visibile nel Canada orientale, nel Dominio di Terranova (ora Terranova e Labrador, Canada), in gran parte della Groenlandia eccetto la punta nord-occidentale, in buona parte delle isole Svalbard e in quasi tutta l'Islanda eccetto la punta sud-orientale.

## Eclissi correlate

### Eclissi solari 1913 - 1917
Questa eclissi è un membro di una serie semestrale. Un'eclissi in una serie semestrale di eclissi solari si ripete approssimativamente ogni 177 giorni e 4 ore (un semestre) in nodi alternati dell'orbita della Luna.